# Come rubare un quintale di diamanti in Russia
Pour plus de détails, voir Fiche technique et Distribution.
Come rubare un quintale di diamanti in Russia est une comédie d'espionnage hispano-italienne réalisée par Guido Malatesta et sortie en 1967.

## Fiche technique
- Titre original italien : Come rubare un quintale di diamanti in Russia[1] (litt. « Comment voler un quintal de diamants en Russie »)
- Titre original espagnol : Como robar un quintal de diamantes en Rusia[2]
- Réalisateur : Guido Malatesta
- Scénario : Arpad De Riso, Guido Malatesta d'après une histoire de Joaquín Luis Romero Marchent
- Photographie : Julio Ortas
- Montage : Giancarlo Cappelli (it)
- Musique : Francesco de Masi
- Décors : Jaime Perez Cubero
- Société de production : Centauro Films, Miro Cinematografica
- Pays de production :  Italie -  Espagne
- Langue originale : italien
- Format : couleurs par Eastmancolor
- Durée : 86 minutes
- Genre : comédie d'espionnage
- Dates de sortie :
  - Italie : 1er juin 1967
  - Espagne : 29 juin 1970

## Distribution
- Fernando Sancho : Prof. Higgins
- Ingrid Schoeller : Tamara
- Francesco Mulè : Groeber
- Peter Martell : Alain
- Andrea Aureli (sous le nom d'« Andrew Ray ») : Seryavin
- Giustino Durano : Roland
- Luciano Catenacci : Brett
- Daniele Vargas : Zak